# دم‌بلند فرانسوا
دم‌بلند فرانسوا (نام علمی: Trachypithecus francoisi) نام یک گونه از سرده سیاه‌میمون است. این گونه از جنوب غربی چین تا شمال شرقی ویتنام پراکنده شده‌است. تعداد کل حیوانات وحشی ناشناخته است، اما اعتقاد بر این است که کمتر از ۵۰۰ عدد در ویتنام و ۱۴۰۰ تا ۱۶۵۰ عدد در چین باقی مانده‌اند.